# Melitaea caradjai
Melitaea caradjai är en fjärilsart som beskrevs av Eugen V. Niculescu 1957. Melitaea caradjai ingår i släktet Melitaea och familjen praktfjärilar. Inga underarter finns listade i Catalogue of Life.